# ريتشارد جونز (دبلوماسي أمريكي)
ريتشارد جونز (بالإنجليزية: Richard Jones) هو دبلوماسي أمريكي، ولد في 26 أغسطس 1950 في مقاطعة بوسير في الولايات المتحدة.

## وصلات خارجية
- ريتشارد جونز على موقع إن إن دي بي (الإنجليزية)